# Itamuton stangei
Itamuton stangei är en stekelart som beskrevs av Porter 1989. Itamuton stangei ingår i släktet Itamuton och familjen brokparasitsteklar. Inga underarter finns listade i Catalogue of Life.